# Dužice (Pljevlja)
Pour les articles homonymes, voir Dužice.
Dužice (en serbe cyrillique : Дужице) est un village du nord du Monténégro, dans la municipalité de Pljevlja.

## Démographie

### Évolution historique de la population
| 1948 | 1953 | 1961 | 1971 | 1981 | 1991 | 2003 |
| ---- | ---- | ---- | ---- | ---- | ---- | ---- |
| 135  | 158  | 187  | 151  | 78   | 45   | 9    |